# Палладийтрикальций
Палладийтрикальций — бинарное неорганическое соединение
палладия и кальция
с формулой Ca3Pd,
кристаллы.

## Получение
- Сплавление стехиометрических количеств чистых веществ:

{\displaystyle {\mathsf {Pd+3Ca\ {\xrightarrow {570^{o}C}}\ Ca_{3}Pd}}}

## Физические свойства
Палладийтрикальций образует кристаллы
ромбической сингонии,
пространственная группа P nma,
параметры ячейки a = 0,7699 нм, b = 0,9937 нм, c = 0,6691 нм, Z = 4,
структура типа карбид трижелеза Fe3C
.
Соединение образуется по перитектической реакции при температуре 570 °C.